# Итагуасу да Баия
Итагуасу да Баия (на португалски: Itaguaçu da Bahia) е град и община в Източна Бразилия, щат Баия, мезорегион Вали Сао-Франсискано да Баия, микрорегион Бара. Според Бразилския институт по география и статистика през 2010 г. общината има 13 209 жители.